# چوخ بلاغ
چوخ بلاغ یک روستا در ایران است که در دهستان قلعه‌جوق واقع شده‌است.